# Síndrome del maullido de gato

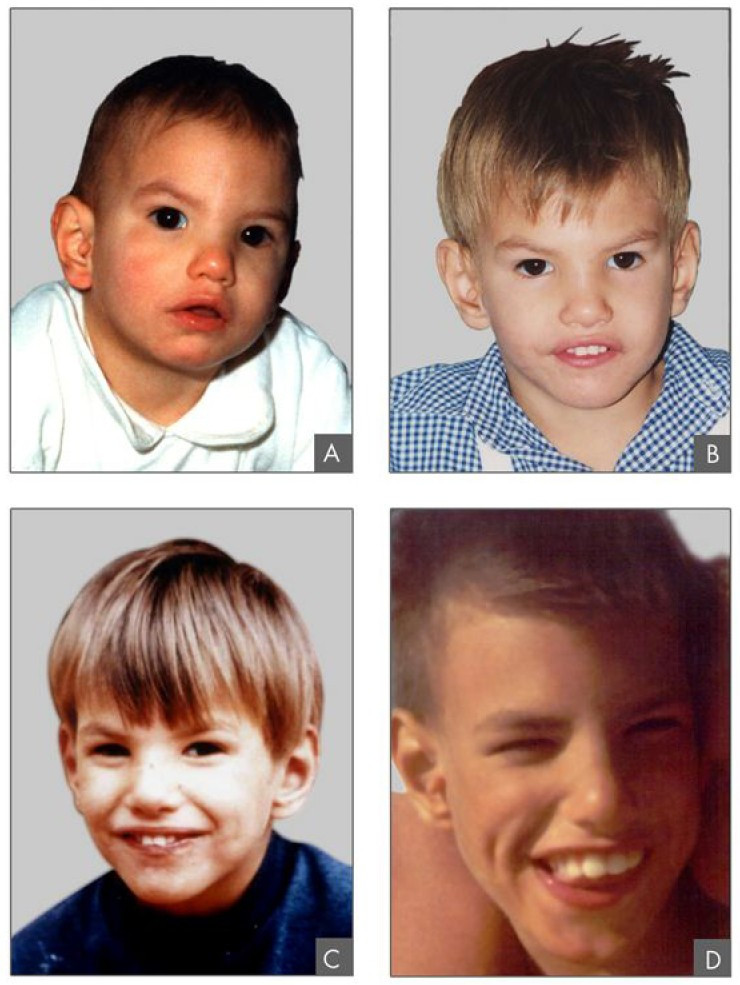
Características faciales de un paciente con síndrome del maullido del gato a diferentes edades: 8 meses (A), 2 años (B), 4 años (C) y 9 años (D).

El síndrome del maullido (en francés cri du chat), también llamado síndrome de Lejeune, es una enfermedad congénita infrecuente  caracterizada por un llanto que se asemeja al maullido de un gato, dismorfismo facial característico, microcefalia y discapacidad intelectual.
El síndrome resulta de una alteración cromosómica provocada por una deleción parcial o total del brazo corto del cromosoma 5.
El síndrome del maullido fue descrito inicialmente por Jérôme Lejeune en 1963. Tiene una prevalencia estimada de aproximadamente de 1/20.000-50.000 nacimientos y predomina en las niñas.

## Otros nombres
Este síndrome se puede nombrar también como:
- Síndrome de 5p menos.
- Síndrome de 5p-.
- Síndrome de cri du chat.
- Síndrome del maullido del gato.
- Monosomía 5p

## Historia
El síndrome del maullido de gato fue descrito por primera vez por Jérôme Lejeune et al en 1963.

## Epidemiología
Entre 1 en 15 000 y 1 en 50 000 bebés nacidos vivos se ven afectados por este síndrome, con una prevalencia levemente mayor en mujeres. Menos de un 1% de los casos de discapacidad intelectual grave se deben a este síndrome.
Los niños con el síndrome del maullido presentan comúnmente un llanto característico similar al maullido de este animal y también un grupo extenso de anomalías de las cuales la deficiencia intelectual es la más importante.
La mayoría de los casos de síndrome de cri du chat son esporádicos; entre el 10-15% de los casos se tratan de hijos de padres portadores de una translocación.

## Causas
La causa del síndrome del maullido del gato es la pérdida de información en el cromosoma 5, se trata de una deleción parcial o total del material genético del brazo corto del cromosoma 5 en la banda 5p15.
Es probable que se supriman múltiples genes en dicho cromosoma. Uno de los genes suprimidos llamado telomerasa transcriptasa inversa (TERT, por sus siglas en inglés) está comprometido en el control del crecimiento celular y puede desempeñar un papel en la forma como se desarrollan algunas de las características de este síndrome.
La causa de esta rara supresión cromosómica se desconoce, pero se cree que la mayoría de los casos se debe a la pérdida espontánea de una parte del cromosoma 5 durante el desarrollo de un óvulo o de un espermatozoide. Una minoría de estos casos se debe a que uno de los padres es portador de una reorganización del cromosoma 5 denominada translocación.

### TERT
Se trata de  uno de los genes suprimidos en este síndrome: la telomerasa transcriptasa inversa (TERT), una subunidad catalítica de la enzima telomerasa. La telomerasa (polimerasa ribonucleoproteica) se encarga de mantener los extremos teloméricos de los cromosomas, añadiendo repeticiones del tipo 5'-TTAGGG-3'. La telomerasa consta de un componente proteico con actividad transcriptasa inversa, codificada por este gen y un componente de ARN que sirve como molde para sintetizar la repetición telomérica.

## Patogenia
El proceso se presenta siempre en la concepción. La persona afectada suele presentar retraso de crecimiento intrauterino con peso bajo al nacimiento y llanto característico que recuerda al maullido de gato, por laringomalacia con hipoplasia de la epiglotis y relajación de los pliegues ariepiglóticos. La voz característica del período neonatal desaparece en los pacientes de más edad. Predomina en las niñas, y al nacimiento suele llamar la atención el tamaño del cráneo, que contrasta con la cara redonda y llena. El resultado de la anomalía depende de lo que pase con los fragmentos, y en todos los casos se produce una anomalía psíquica. En el 85-90% de los casos, el síndrome se da por deleción o translocación, ocurrida en el mismo paciente. En el 10-15% restante, lo heredan de sus padres.
Los niños se desarrollan lentamente y permanecen muy retrasados en cuanto a su estática y psicomotricidad. Al aumentar la edad se acentúa el retraso de las capacidades intelectuales.
El pronóstico está en relación con las malformaciones y asocian retraso psicomotor. En los afectados, señales como la curiosidad frente a lo nuevo, deseos de comunicar lo aprendido, el interés por las reglas de convivencia, interrelación de sus experiencias personales, son actitudes muy valoradas para su pronóstico, al margen de sus posibilidades reales.

## Cuadro clínico
Las características clínicas principales son el bajo peso al nacer (promedio 2614 gramos), microcefalia (promedio de circunferencia de la cabeza de 31.8 cm), cara redonda, puente nasal grande, hipertelorismo, pliegues epicánticos, fisuras palpebrales inclinadas hacia abajo, comisuras de los labios inclinadas hacia abajo, orejas de implantación baja, micrognatia, dermatoglifos anormales y un llanto característico. Al nacer suelen presentar asfixia, crisis de cianosis, succión inadecuada e hipotonía. En el primer año de vida se presenta un retraso del desarrollo psicomotor. Se pueden presentar malformaciones cardíacas, neurológicas y renales, mamelones preauriculares, sindactilia, hipospadia y criptorquidia.
Listado de otras características
- Retraso en el desarrollo intrauterino y crecimiento lento.
- Cuello corto y ordinario.
- Escoliosis.
- Bajo tono muscular. Hipotonía.
- Fracturas espontáneas/fragilidad ósea.
- Hernia inguinal.
- Hiperlaxitud ligamentaria.
- Osificación anormal/ausente.
- Miopía y atrofia óptica.
- Manos pequeñas.
- Pies planos.
- Discapacidad  intelectual , pudiendo ser severa.
- Desarrollo lento o incompleto de las habilidades motoras.
- Excrecencia cutánea justo delante de la oreja.
- La raíz de la nariz está hundida.
- Un solo pliegue en la palma de la mano (pliegue simiesco) y los dermatoglifos están alterados.
- Pulgar aducido hacia el interior.
- Desarrollo anormal de la glotis y laringe, esto tiene como consecuencia que el llanto de los bebés se parezca al maullido de un gato, de ahí viene su nombre.
- Oídos externos con pliegues anormales o incompletos.
- Un cariotipo (análisis cromosómico) debe mostrar que falta una porción del brazo corto del cromosoma 5, de lo contrario, un tipo más detallado de prueba genética (análisis FISH) puede revelar la falta de una pequeña porción del este cromosoma.
- Labio y paladar hendidos; la boca suele presentar un mohín característico.
- Mala oclusión dental.
- Hipogenitalismo.
- Diástasis rectal (músculos abdominales separados).
- Ausencia de bazo y riñón.
- Una radiografía lateral del cráneo puede mostrar un ángulo anormal en su base.
- Pie zambo.
- Luxación congénita de caderas.
- Palas ilíacas pequeñas.
- Metacarpianos y metatarsianos pequeños.
- Laxitud ligamentosa.
- Malformaciones gastrointestinales.
- Encanecimiento prematuro.
- Atrofia cerebral.
- Hidrocefalia.

Signos que caracterizan en profundidad la enfermedad
- Malformaciones en el aparato circulatorio como el ductus arterioso persistente (persistencia anormal después del nacimiento del conducto desde la arteria pulmonar a la aorta presente en el feto).
- Malformaciones en el aparato urinario con hipospadias o meatus, criptorquidia
- Anomalías renales.
- Oligofrenia, síntoma característico y fundamental.

El signo más característico de esta enfermedad como ya se ha mencionado anteriormente es el llanto de tono similar al de un gato.
La afección será mayor o menor en función del tamaño de la porción cromosómica perdida, ya que los puntos de rotura y la extensión del cromosoma delecionado 5p varía en función del paciente.

### Características clínicas
- Bajo peso al nacimiento: aproximadamente 2 kg.

- Crecimiento lento.

- Llanto característico: Características diferenciales del sonido del llanto respecto a bebés normales o con otras alteraciones. La altura sonora del grito se encuentra más o menos a una octava por encima del que corresponde al lactante sano (frecuencia básica 600-900 Hz, en lugar de 200-550 Hz), pero puede elevarse en algunas circunstancias una octava más. El llanto en el síndrome Cri-du-chat es predominantemente monótono con una altura tonal que puede permanecer invariable durante unos segundos y, por tanto, marcada pobreza expresiva. El niño afectado solo puede llorar de esta forma con independencia de que tenga frío o hambre, sienta dolor o este irritado. Otra diferencia es que el llanto de un bebe sano o con otra alteración tiene una duración máxima de tres segundos, en el Cri-du-chat, se prolonga hasta los cinco segundos. Con la edad esta característica se mantiene aunque disminuye su carácter.

- Perímetro craneal reducido.

- Déficit intelectual.

- Hipotonía.

### Características del comportamiento
- Marcado sentido del humor.
- Cariño y afectividad.
- Miedo a determinados objetos.
- Timidez.
- Conductas desafiantes.
- Agresiones y autolesiones: arañazos, golpes en la cabeza, mordiscos en las muñecas.
- Alteraciones a nivel psicofísico: disfunción en la coordinación de movimientos, reflejos y posturas, retraso en la organización de los sentidos, sensaciones, las percepciones en lo cognitivo y fundamentalmente en la comunicación y el lenguaje. Su comportamiento mejora notablemente cuando se le enseñan sistemas alternativos de la comunicación: signos, fotografías, pictogramas, etc., y con tratamiento farmacológico.

## Diagnóstico
- Análisis cromosómico:

El diagnóstico debe ser siempre médico. Aún en el caso de signos clínicos poco relevantes, el análisis cromosómico aportará los datos determinantes. Estas manifestaciones alteradas aparecen normalmente por primera vez en los afectados, aunque sí se han descrito casos de transmisión entre padres e hijos.
- Diagnóstico prenatal:

Tratar de obtener un diagnóstico mediante una ecografía es difícil. Se aconseja que los padres se informen sobre el síndrome, la posible transmisión del mismo y si hay antecedentes familiares; una vez conocida esta información se recomienda buscar asesoramiento genético y se le realiza a los padres un cariotipo con el fin de determinar si alguno de los padres puede transmitir el síndrome.

## Tratamiento
No existe tratamiento específico disponible para este síndrome, pero existen métodos de mejorar de su calidad de vida.
Hace años era común ubicar a los niños con 5p- en instituciones junto con otros niños con discapacidad intelectual severa. Durante la década de los ochenta la investigación puso de manifiesto que cuando los niños eran criados en su entorno familiar, donde se beneficiaban de programas de intervención temprana, tenían notables progresos que excedían, en mucho, las expectativas de los médicos que habían hecho los diagnósticos iniciales.
Tanto los niños como los adultos con este síndrome son, generalmente, amistosos y disfrutan de la interacción social. Con una educación temprana y consistente, y la adecuada terapia física y de lenguaje, los niños con síndrome 5p- alcanzan su potencial y pueden tener una vida plena y significativa.
De los 2 a los 5 años, los niños con el síndrome mantienen la cara redondeada y la nariz corta, con hipotonicidad que provoca que estos individuos sean frágiles al andar, mantener el equilibrio o efectuar cualquier actividad con implicaciones motoras. También presentan la boca abierta, este aspecto se modifica en la adolescencia alargándose significativamente la cara y el puente nasal se hace prominente.
La mandíbula pequeña ocasiona mal oclusión dental con problemas en la mordida, por lo que un tratamiento dental temprano resuelve muchos de estos problemas.
Son habituales las complicaciones respiratorias y de oídos que precisan incluso de ingreso hospitalario. Muchos padres con hijos afectados destacan que no necesitan dormir mucho, incluso de recién nacidos.
Adquieren habilidades verbales para comunicarse; lo que no llegan a adquirir o lo adquieren a niveles muy básicos son habilidades de lectura y escritura.
Habitualmente no tienen desarrollado el sentido del peligro personal y muestran una conducta impulsiva y con escaso juicio.
Los cambios en la pubertad serán los típicos con desarrollo mamario, aparición de la menstruación, vello, voz grave…
La mitad de los niños adquieren las habilidades verbales suficientes para comunicarse. Este síndrome se vuelve menos aparente a medida que pasa el tiempo.
Los niños afectados disfrutan relacionándose con otros niños, a menudo tienen buenos conocimientos sociales, sentido del humor y una excepcional memoria.
Disfrutan jugando con otros niños, a menudo imitan las acciones de los demás siendo capaces de participar en actividades de índole social (nadar, montar a caballo, juegos de bolos, etc.).
Cuando las personas con este síndrome alcanzan la vida adulta su estilo de vida variará en función de las capacidades motoras, cognitivas y autónomas que el individuo ha asumido. Se conoce de casos en los que tras un mal pronóstico evolutivo, el individuo con apoyo familiar y médico ha podido alcanzar un rendimiento superior al previsto.
La esperanza de vida que se le ofrece a estos individuos es de alrededor de unos 50 años.

### Orientaciones generales para el aprendizaje
Se necesita de médicos para tratar los aspectos orgánicos y de un equipo de pedagogos, psicólogos, logopedas, fisioterapeutas para aspectos educativos y sociales.
Intervención con la familia
- Aceptación y comprensión del problema.
- Actuación precoz una vez confirmado el diagnóstico.
- Asumir el compromiso de buscar soluciones y tratamientos para los distintos síntomas.
- Coordinación y complicidad con el equipo de profesionales trazando las diferentes metas desde una perspectiva realista y eficaz.

Intervención psicológica y educativa con el niño
- A nivel conductual: puede ser necesario la intervención con técnicas de modificación de conducta para reducir y/o eliminar las conductas que lleven a una agresividad hacia otros, autolesiones... Estas técnicas se personalizarán en función del nivel y características del niño. Como parte del tratamiento los padres deberán ser entrenados para poner en marcha en el ámbito familiar estas estrategias. Si las manifestaciones conductuales son potencialmente peligrosas se barajará la posibilidad de que el individuo se medique bajo la vigilancia de un psiquiatra.

- A nivel psico-educativo: se abordará el retraso mental del síndrome, este retraso puede ser leve, severo o moderado. Con varias técnicas (cognitivas,estimulación o logopedia) se pueden observar mejoras dentro de las limitaciones de cada caso.[9]

Pautas para el aprendizaje
- Las actividades tendrán que tener siempre un carácter lúdico con materiales atractivos.
- Ambiente tranquilo y relajado.
- Confección de libretas con imágenes (preferentemente reales) para la identificación de acciones, situaciones, personas.
- Buscar el momento en el que el niño esté más receptivo.
- La presentación de actividades se hará gradualmente: de sencillas a complicadas.
- Basarnos en la motivación del niño, sin forzarle.
- Dejarle probar y experimentar.
- Ofrecerle la posibilidad de jugar libremente.
- Respetar los tiempos de aprendizaje.
- Tener en cuenta los diferentes ritmos de adquisición de los aprendizajes.[10]

## Complicaciones
Las complicaciones dependen del grado de deficiencia intelectual y de las anomalías físicas.
- Incapacidad de valerse por sí solo.
- Incapacidad de desenvolverse socialmente.
- La esperanza de vida no se puede evaluar con certeza, pero se describen casos de adultos con pocos casos de fallecimiento. Los problemas más graves se deben a defectos cardíacos y a las complicaciones respiratorias.
- Este diagnóstico generalmente se realiza al momento del nacimiento en el hospital; en donde el médico discutirá los hallazgos con los padres. Es importante mantener un contacto permanente con el médico y con los demás profesionales en el cuidado de la salud después de que al bebé se le dé de alta. A todas las familias que tengan antecedentes de este síndrome, se les recomienda asesoría genética y exámenes.[11]

## Profilaxis
Se desconoce la causa exacta de este trastorno genético, por lo que también se desconocen las medidas preventivas.